# Catch .44
Catch .44 is een actiefilm uit 2011 met in de hoofdrollen Bruce Willis, Forest Whitaker, Malin Åkerman en Nikki Reed. De film is geschreven en geregisseerd door Aaron Harvey.

## Verhaal
Tes, Dawn en Kara zijn drie meisjes die een baan zonder toekomst hebben en nauwelijks genoeg verdienen om in Las Vegas te kunnen leven. Hun levens veranderen drastisch wanneer Tes een ontmoeting heeft met de interessante vreemdeling Mel. Mel biedt de meisjes een kans op een beter leven door middel van misdaad. Hij biedt hun aan om een simpele drugstransactie te onderscheppen. Ze grijpen deze kans aan waardoor ze in een constante leven of dood situatie met een psychotische moordenaar, een vrachtwagenchauffeur en een enthousiaste kok terechtkomen.

## Rolverdeling
- Bruce Willis als Mel
- Malin Åkerman als Tes
- Deborah Ann Woll als Dawn
- Nikki Reed als Kara
- Forest Whitaker als Ronny
- Brad Dourif als Sheriff Connors
- Michael Rosenbaum als Brandon
- Shea Whigham als Billy
- Edrick Browne als Devon
- Jill Stokesberry als Francine
- PJ Marshall als Deputy Elmore

## Productie
Men begon met filmen op 8 juli 2010 in Louisiana. Al vroeg waren er verschillende wijzigingen bij de acteurs, met name in de vrouwelijke hoofdrollen: Maggie Grace (oorspronkelijk gekozen voor de rol van Tes), Sarah Roemer (oorspronkelijk gekozen voor de rol van Dawn) en Lauren German (oorspronkelijk gekozen voor de rol van Kara) haakten af.

## Trivia
- De film bevat kunst van de kunstenaar Elisa Guardiola.